# اشپاگینو
اشپاگینو (به لاتین: Shpagino) یک منطقهٔ مسکونی در روسیه است که در سرزمین آلتای واقع شده‌است.